# 女川町
女川町（日语：／ Onagawa chō */?）是位於日本宮城縣東部的町，隸屬於牡鹿郡。轄區地處牡鹿半島西北部，東邊面向太平洋，其餘地區皆被山岳包圍。女川町的人口主要集中在浦宿站與女川站的周邊地區，而當地在通勤、就學與消費方面則多依賴東邊的石卷市。境內設有女川核電廠。
2011年3月11日的東日本大震災對女川町造成幾近全面性的摧毀。但女川核電廠遭受的損害比福島第一核電廠還要小，也未發生爐心熔毀等重大事故。震災過後，女川核電廠1號機於2018年12月廢爐，2020年11月，東北電力開始與女川町役場等地方政府協商重啟核電廠。2024年12月4日，東北電力重啟女川核電廠的2號機，並於12月26日進行商業運轉。

## 地理
女川町境內約79.5%的面積被山地覆蓋。東部的沿海地區多為谷灣海岸，其餘地區皆被北森山與石投山等山岳包圍。北部至西部位於硯上山萬石浦縣立自然公園内，東部的離島與半島則位於三陸復興國立公園的範圍內。轄區包含位於海上的出島與江島等離島，境內最高峰則為海拔456公尺的石投山。女川與大澤川流經境內，並分別在女川灣與萬石浦注入太平洋。

### 氣候
根據統計，女川町的年均溫為12.2℃，年均降雨量則為1394.1毫米。當地的降雨主要集中在颱風好發的9月，冬季的降雪量較少。

## 歷史
「女川」此一地名源自於平安時代後期的前九年之役。當時的豪族安倍氏與源氏的軍隊作戰時讓其同族的婦女逃往被稱為「安野平」的地區，而自安野平流出的河流便被稱為女川。位於轄區內的女川港自古以來作為天然良港而聞名。慶長16年（1611年）來自西班牙帝國的使節在對三陸海岸沿岸進行探測時，於文獻中提及位於女川港周圍的「石濱」與「浦宿」。明治18年（1885年），大英帝國的艦隊首次停靠在女川港，並評價其為天然良港。明治22年（1889年）5月1日，日本在當地實施町村制，並設置女川村。大正15年（1926年）4月1日，女川村改制為現今的女川町。
2011年3月11日的東日本大震災在女川町引發震度6級的地震，隨後地震引發的海嘯造成當時女川車站、女川町役場等位於城鎮中心的地區皆遭受毀滅性破壞。根據災後統計，當地至少415名居民死亡，2937棟房屋全毀，災損額達到約785億4680萬日圓。

## 行政
現任町長須田善明於2023年10月在選舉中第3次連任，其任期將持續至2027年11月。

## 經濟
根據日本2015年的國勢調查統計，女川町的就業人口中約7.7%從事第一級產業，40%的就業人口從事第二級產業，51.9%則從事第三級產業。由於女川町東邊鄰近世界三大漁場之一的金華山沖漁場，因此漁業資源相當豐富，其海產包括鮑魚、海膽、海參、銀鮭、海鞘等。據統計，2018年女川町的漁獲量在宮城縣內位居第四。

## 教育
女川町内共有1所小學校與1所中學校，分別是女川小學校與女川中學校。根據2023年5月的統計，境內的小學校共有214名學生，中學校則有101名學生。

## 交通
國道398號沿著沿海地區穿越女川町，為當地的主要道路。鐵路方面，東日本旅客鐵道的石卷線通過女川町，並在境內設置浦宿站與女川站。